# فرودگاه وست هایمر دانشگاه اکلاهما
فرودگاه وست هایمر دانشگاه اکلاهما  (به انگلیسی: University of Oklahoma Westheimer Airport) (به زبان بومی: Max Westheimer Airport) یک فرودگاه همگانی با کد یاتا OUN است که یک باند فرود آسفالت دارد و طول باند آن ۱۵۸۵ متر است. این فرودگاه در کشور ایالات متحده آمریکا قرار دارد و در ارتفاع ۳۶۰٫۳ متری از سطح دریا واقع شده است.